# Peter Gottwald (Jurist)
Peter Gottwald (* 10. September 1944 in Breslau) ist ein deutscher Jurist, Universitätsprofessor und ehemaliger Richter am Oberlandesgericht.

## Leben
Peter Gottwald wurde in Breslau geboren, nach der Vertreibung kam er mit seiner Mutter nach Bayern. Er besuchte die Grundschule in Marktredwitz und Hof und von 1957 die Oberrealschule in Straubing, wo er 1963 auch die Reifeprüfung ablegte. Danach nahm er das Studium der Rechtswissenschaften in München und Berlin auf, welches er mit beiden Staatsexamina in München abschloss. 1974 erfolgte die Promotion an der Universität Erlangen mit der Dissertation Die Revisionsinstanz als Tatsacheninstanz zum Dr. iur. utr., 1977 habilitierte er sich bei Karl-Heinz Schwab in Erlangen für die Fächer Bürgerliches Recht, Zivilprozessrecht und Rechtsvergleichung. 1977 nahm er einen Ruf an die Universität Bayreuth an,  von 1983 bis 2012 war er an der Universität Regensburg als ordentlicher Professor für Bürgerliches Recht, Verfahrensrecht und Internationales Privatrecht tätig. Daneben war er von 1981 bis 1989 als Richter an dem OLG Bamberg ab 1983 am OLG München tätig.
2005 wurde ihm die Ehrendoktorwürde der Universität Thessaloniki verliehen. Peter Gottwald ist nach dem Tod seiner ersten Frau in zweiter Ehe verheiratet und hat zwei Kinder. Er lebt in Regensburg.